# Tim Robinson
Tim Robinson, född 23 maj 1981 i Detroit i Michigan, är en amerikansk komiker, skådespelare, manusförfattare och producent. Han är bland annat känd för att ha skapat och medverkat i sketchserien I Think You Should Leave with Tim Robinson på Netflix. Mellan 2012 och 2013 var han en del av skådespelarensemblen i sketchprogrammet Saturday Night Live (SNL).

## Karriär
Robinson inledde sin karriär inom komedi genom improvisationsteater på Second City i Chicago. Han blev en del skådespelarensemblen på Saturday Night Live 2012 och medverkade under en säsong innan han övergick till att vara manusförfattare för programmet. Han lämnade SNL 2016. Mellan 2017 och 2018 skrev, producerade och spelade han i komediserien Detroiters tillsammans med Sam Richardson. Serien sändes på Comedy Central. Robinson fick uppmärksamhet med självbetitlade sketchserien I Think You Should Leave with Tim Robinson som hade premiär på Netflix 2019. Serien, som han skapade tillsammans med Zach Kanin, mötte god kritik och dess tredje säsong hade premiär 2023. För sitt arbete med serien har Robinson vunnit tre Emmy Awards.
År 2024 spelade Robinson en av huvudrollerna i humorfilmen Friendship tillsammans med Paul Rudd.
Han är gift med ingenjören Heather Robinson, som han känt sedan tonåren, och tillsammans har de två barn.